# Chanteius
Chanteius (лат.) — род паразитиформных клещей семейства Phytoseiidae из отряда Mesostigmata. 9 видов. Мадагаскар, Юго-Восточная Азия, Китай, Япония. Свободноживущие хищные клещи мелких размеров (менее 1 мм). Характеризуется наличием щетинок z3 и отсутствием сет s6 на подосоме, а также присутствием щетинок Z1 и S5 на опистоскутуме (вместе с другими щетинками до 35 пар сет). Вид Chanteius contiguus обнаружен на различных видах Цитрусов (Citrus sp.), Chanteius apoensis — на Prospyros copelandii, вид Chanteius separatus — на Sophora sp.. Вместе с родами Cocoseius и Papttaseius (у которых также отсутствует сета s6) образует трибу Chanteiini.
- Chanteius apoensis (Schicha & Corpuz-Raros, 1992) — Филиппины
- Chanteius contiguus (Chant, 1959)typus — Мадагаскар, Юго-Восточная Азия, Гонконг, Китай, Сингапур, Филиппины, Япония[6]
- Chanteius guangdongensis Wu & Lan, 1992 — Китай[7]
- Chanteius hainanensis Wu & Lan, 1992 — Китай[7]
- Chanteius makapalus (Schicha & Corpuz-Raros, 1992) — Филиппины
- Chanteius nabiyakus (Schicha & Corpuz-Raros, 1992) — Филиппины
- Chanteius parisukatus (Schicha & Corpuz-Raros, 1992) — Филиппины
- Chanteius separatus (Wu & Li, 1985) — Китай[8]
- Chanteius tengi (Wu & Li, 1985) — Китай[8]